# جوليانا جندو
جوليانا جندو (بالسريانية: ܓܘܠܝܢܐ ܓܢܕܘ) هي مغنّية آشورية يعود أصلها إلى حكاري (في تركيا حالياً)، بينما وُلد والداها في بغداد واضطروا للهجرة إلى محافظة الحسكة بسوريا بعد مجزرة سميل حيث ولدت خلالها.
درست جوليانا جندو اللغة والأدب الفرنسي في سوريا قبل أن تهاجر إلى الولايات المتحدة في الثمانينات حيث احترفت الغناء. معظم ألبوماتها باللهجة السريانية الشرقية كما تغني بالسريانية الغربية والعربية باللهجتين السورية والعراقية.